# Record (televisiezender)
Record is een Braziliaanse televisiezender. De zender is opgericht op 27 september 1953 door de zakenman Paulo Machado de Carvalho. Aan het eind van de jaren 80 werd de zender verkocht aan zakenman Edir Macedo, oprichter van de Universele Kerk van het Koninkrijk Gods. Op de meeste tijdstippen is het qua kijkcijfers de op een na grootste televisiezender van Brazilië, na Rede Globo. De internationale zender van Record kan worden ontvangen in 150 landen.